# Carlos Alberto Castellanos
Carlos Alberto Castellanos (Montevideo, 28 de enero de 1881 - 26 de octubre de 1945) fue un pintor uruguayo.

## Biografía
Nació en Montevideo y sus padres fueron José M. Castellanos y Lucía Arteaga. Inició sus estudios con Carlos María Herrera en el Círculo de Bellas Artes. En 1904, a los 23 años, hizo su primer viaje de estudios a Europa para volver a España en 1907 donde asistió a las clases de Joaquín Sorolla y Bastida en su taller de Madrid.
En 1914 tras una recorrida por Paraguay, Bolivia y Brasil, fijó su residencia en Pollensa, en Mallorca.
En 1936 tuvo el honor de decorar el Pabellón de Uruguay en la Exposición Internacional de Paris de 1937.

## Premios
- 1915- Medalla de Plata en la Exposición Panamá Pacific (San Francisco, USA).
- 1937- GRAN PREMIO por su decoración del Pabellón Uruguayo en la Exposición Internacional de París (Francia).
- 1940- Premio Jockey Club por su óleo "Amor y Psiquis" en el IV Salón Nacional de Pintura (Montevideo, Uruguay).
- 1941- Premio Cámara de Diputados por su óleo "Un alto en la marcha" en el V Salón Nacional de Pintura (Montevideo, Uruguay).
- 1941- Premio Adquisición por su óelo "El circo" en el II Salón Municipal de Pintura (Montevideo, Uruguay).
- 1942- 1.er. Premio por su óleo "Irene" en el VI Salón Nacional de Pintura (Montevideo, Uruguay).
- 1942- Premio Adquisición por su óleo "Juan" en el III Salón Municipal de Pintura (Montevideo, Uruguay).
- 1943- GRAN PREMIO, MEDALLA DE ORO por su óleo "Taller" en el VII Salón Nacional de Pintura (Montevideo, Uruguay).
- 1945- Premio Adquisición por su óleo "Zapatero ambulante" en el VI Salón Municipal de Pintura (Montevideo, Uruguay)[3]